# لختگی (فیلم)
لختگی به کارگردانی کاوه دهقانپور، تهیه‌کنندگی مهدی ودادی و نویسندگی حسن وارسته محصول سال ۱۴۰۰ است.